# Gelechioidea
Los gelequioideos (Gelechioidea) es una superfamilia de lepidópteros del suborden Glossata. Es un grupo muy poco conocido. Hay 1425 géneros y 16 250 especies descritas. Hodges calcula que sólo el 25% de las especies han sido descritas. De ser así podría ser una de las superfamilias más grandes de Lepidoptera.
Las larvas de algunas forman un capullo protector o canasto que transportan y que a  veces descartan con cada muda para construir uno nuevo, se las suele llamar polillas de canasto. Muchas especies son consideradas pestes de granos, productos almacenados, ropa, etc.

## Familias
La taxonomía de Gelechioidea continúa sin resolver. Lista incompleta de familias:
Batrachedridae - Blastobasidae - Coleophoridae - Cosmopterigidae - Elachistidae - * Depressariidae Meyrick, 1883 - Ethmiidae - Gelechiidae - Holcopogonidae - Lecithoceridae - Metachandidae - Momphidae - Oecophoridae - Pterolonchidae - Scythrididae - Symmocidae
Los estudios más recientes (Heikkilä, M. 2014) proponen la siguiente clasificación basada en datos morfológicos y moleculares.; 16 familias con Schistonoeidae y Epimarptidae aun sin resolver.
- Autostichidae Le Marchand, 1947
  - Autostichinae Le Marchand, 1947
  - Deocloninae Hodges, 1998
  - Glyphidocerinae Hodges, 1998
  - Holcopogoninae Gozm_any, 1967
  - Oegoconiinae Leraut, 1992
  - Symmocinae Gozmány, 1957
- Lecithoceridae Le Marchand, 1947
  - Ceuthomadarinae Gozmány, 1978
  - Lecithocerinae Le Marchand, 1947
  - Torodorinae Gozmány, 1978
- Xyloryctidae Meyrick, 1890
- Oecophoridae Bruand, 1850
  - Oecophorinae Bruand, 1850
  - Pleurotinae Toll, 1956
- Depressariidae Meyrick, 1883
  - Acriinae Kuznetsov and Stekolnikov, 1984
  - Aeolanthinae Kuznetsov and Stekolnikov, 1984
  - Cryptolechiinae Meyrick, 1883
  - Depressariinae Meyrick, 1883
  - Ethmiinae Busck, 1909
  - Hypercalliinae Leraut, 1993
  - Hypertrophinae Fletcher, 1929
  - Oditinae Lvovsky, 1996
  - Peleopodinae Hodges, 1974
  - Stenomatinae Meyrick, 1906
- Cosmopterigidae Heinemann in Heinemann & Wocke, 1876
  - Chrysopeleiinae Mosher, 1916
  - Antequerinae Hodges, 1978
  - Cosmopteriginae Heinemann and Wocke, 1876
  - Scaeosophinae Meyrick, 1922
- Gelechiidae Stainton, 1854
  - Physoptilinae Meyrick, 1914
  - Anacampsinae Bruand, 1850
  - Dichomeridinae Hampson, 1918
  - Apatetrinae Meyrick, 1947
  - Thiotrichinae Karsholt et al., 2013
  - Anomologinae Meyrick, 1926
  - Gelechiinae Stainton, 1854
- Elachistidae Bruand, 1850 – reducida cuando 5 subfamilias pasaron a Depressariidae.
  - Elachistinae Bruand, 1850
  - Agonoxeninae Meyrick, 1926
  - Parametriotinae Capuse, 1971
- Coleophoridae Bruand, 1850
- Batrachedridae Heinemann & Wocke, 1876
- Scythrididae Rebel, 1901
- Blastobasidae Meyrick, 1894
  - Blastobasinae Meyrick, 1894
  - Holcocerinae Adamski, 1989
- Stathmopodidae Meyrick, 1913
- Momphidae Herrich-Schäffer, 1857
- Pterolonchidae Meyrick, 1918
  - Pterolonchinae Meyrick, 1918
  - Coelopoetinae Hodges, 1978
  - Syringopainae Hodges, 1998
- Lypusidae Herrich-Schäffer, 1857
  - Lypusinae Herrich-Schäffer, 1857
  - Chimabachinae Heinemann, 1870 stat. n.

## Galería

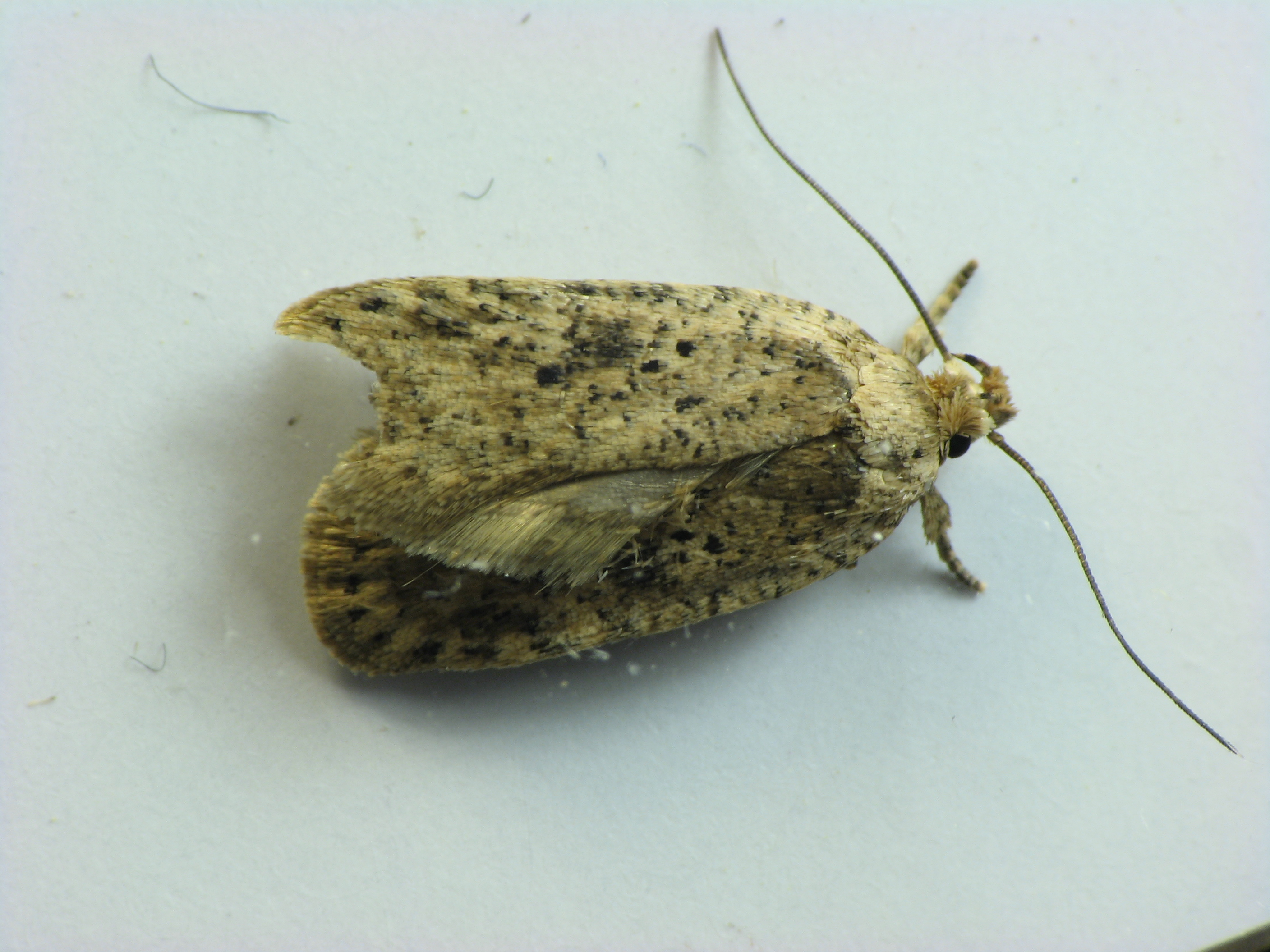
Agonopterix senicionella, familia Depressariidae
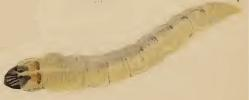
Oruga de Elachista biatomella
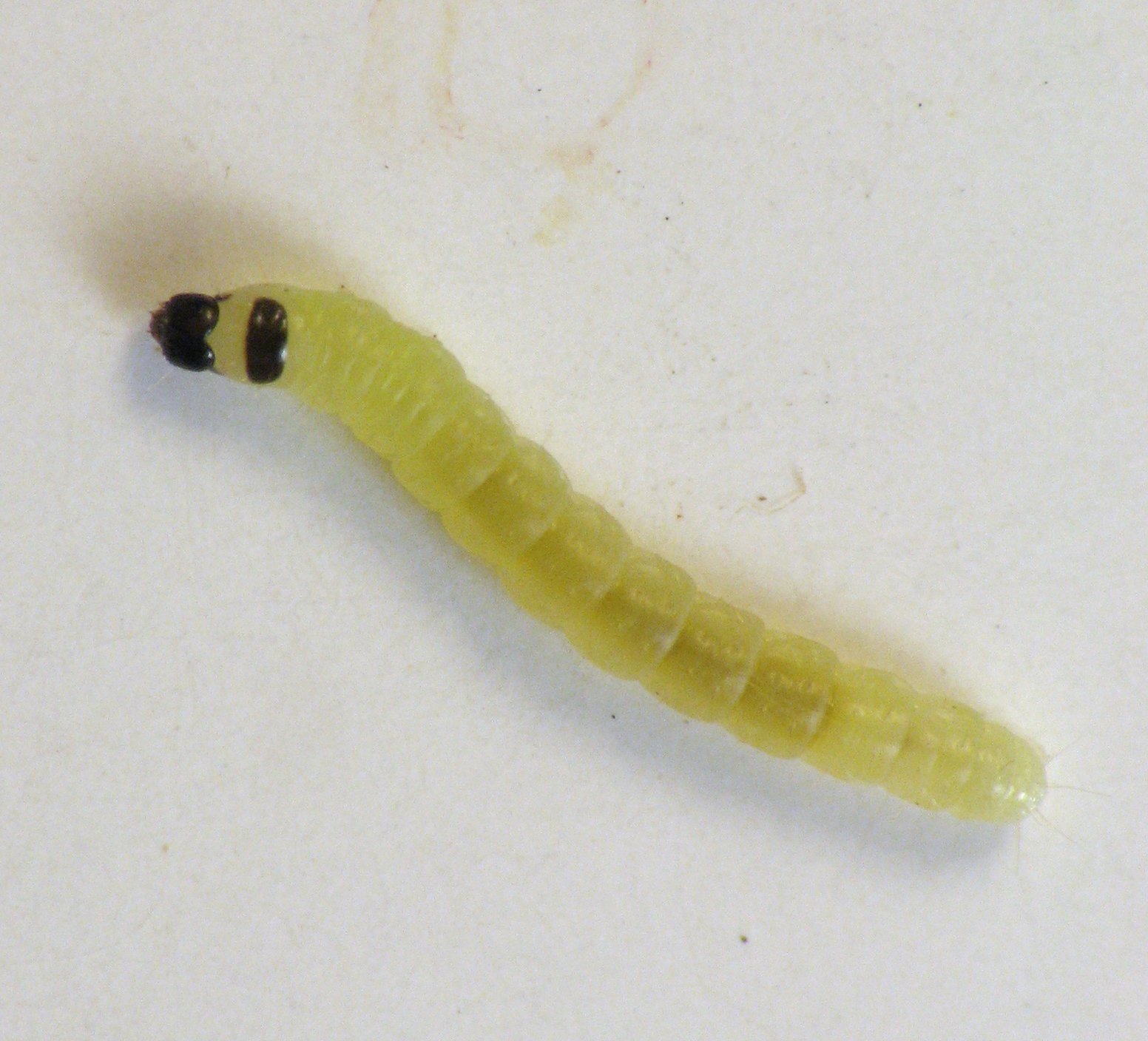
Agonopterix senicionella oruga